# Will Benjamin
William "Will" Benjamin es uno de los personajes principales de la serie de televisión australiana H2O: Just Add Water. Es interpretado por Luke Mitchell. Está completamente enamorado de Bella Hartley, pero Sophie, su hermana, le impide estar con ella todo el tiempo que quiere. Al final de la tercera temporada decide que la pareja fluya su curso y sean felices. Es el sustituto de Lewis (Angus McLaren) en la tercera temporada, debido al actor abandona la serie a medianos de la temporada.

## Personalidad
Como persona, es muy cariñoso, atento y demasiado bueno. Tiene una pasión increíble por el mar y sobre lo que hay debajo de él. En varias ocasiones en la serie, se ha enfrentado a Zane Bennett, porque él quiere mantener a salvo a Rikki de las garras de Zane. Pero luego él y Zane se llevan mejor desde que se da cuenta de que Will esta enamorado de Bella.

## Biografía
Es un experto buceador libre al cual le encanta pasar el tiempo en el océano. Puede bucear más de 50 metros. Mientras que el buceaba cerca de la isla de Mako, se encuentra con el estanque de la luna y ve cómo un tentáculo de agua aparece de repente delante de él y lo deja fuera de combate. Después de esto, continuamente trata de encontrar el origen de la aparición, a pesar del hecho de que las sirenas les había dicho que se había resbalado y golpeado en la cabeza, y, posiblemente, tuvo un sueño extraño. Va a la misma escuela que Rikki, Cleo, Bella y Lewis, y vive en una casa de madera, en el borde de un río, ya que sus padres querían que él se independizara. También tiene una hermana mayor, llamada Sophie, que tiene una influencia muy mala sobre él, es muy agresiva con el entrenamiento de buceo de su hermano, sólo porque ella quiere hacer uso de sus habilidades de buceo para hacer fortuna y fama. Con el tiempo se entera del secreto de Bella, pero ella sigue ocultando los secretos de Rikki y Cleo. Pero después de enterarse de que Rikki y Cleo son sirenas, él está totalmente de acuerdo para mantener sus secretos a salvo. Cuando Lewis deja Australia, reemplaza su papel en la protección de las chicas.

## Pareja
Se enamora de Bella tan pronto como se muda a la ciudad. Con el tiempo, se convierten en amigos íntimos, pero Bella se debate entre la amistad y el amor, cuando ocurre lo de la obsesión de Will por la Isla Mako y por lo tanto pone en peligro su relación. Finalmente descubre el secreto de Bella, y más tarde el de Cleo y Rikki, pero decide mantenerlo a salvo. Aunque le guste Bella, él encuentra su parte de sirena más atractiva, y por eso se alejan. Ellos conservan una estrecha amistad hasta el episodio " Fiesta en la Playa ", donde practica con Rikki cómo pedir a Bella que vaya con él a una fiesta en la playa, pero Bella escucha su conversación y lo confunde, creyéndose que Will le estaba pidiendo a Rikki que fuera a la fiesta con él, y Bella pide a Nate que vaya con ella en lugar de Will. Will, persuadido por su hermana, decide ir con Rikki. En la fiesta, admite sus verdaderos sentimientos hacia Bella y se convierten en una pareja oficial,creando la ruptura de Rikki y Zane.